# Старкова, Мария Митрофановна
Мария Митрофановна Старкова (1 августа 1888, Одесса, Херсонская губерния, Российская империя — 8 июня 1970, Одесса, Украинская ССР, СССР) — советская пианистка и педагог. Заслуженный деятель искусств УССР (1946). Профессор.

## Биография
Родилась 1 августа 1888 года в городе Одесса Херсонской губернии Российской империи.
В 1904 году начала обучение на фортепиано у Ильи Айсберга. В 1912 году окончила Санкт-Петербургскую консерваторию — училась у Владимира Дроздова и Феликса Блуменфельда.
В 1912 году начала концертную и педагогическую деятельность в Кишинёве.
С 1913 года преподавала в Одесской консерватории, с 1926 — профессор, руководила методическим отделением фортепианного факультета.
В 1933 году вместе с Петром Столярским, А. Л. Коганом, Бертой Рейнгбальд и другими принимала участие в организации музыкальной школы-десятилетки (впоследствии названа в честь Петра Столярского).
В 1941—1944 годах — в эвакуации, преподавала игру на фортепиано в музыкальном училище Куйбышева.
Среди её учеников — Г. А. Брановская, Людмила Гинзбург, Яков Зак и другие.

## Награды
- Орден Трудового Красного Знамени (03.06.1937) — за выдающиеся заслуги в области подготовки музыкальных кадров
- Заслуженный деятель искусств УССР (1946)